# Ctenomys lami
Ctenomys lami е вид бозайник от семейство тукотукови (Ctenomyidae). Видът е световно застрашен, със статут Уязвим.

## Разпространение
Разпространен е в Бразилия.